# Saffire
Saffire — бывший американский разработчик видеоигр из Саут-Джордан, штат Юта, США. Основанный как Cygnus Multimedia Productions в 1993 году Лэсом Пардью и Чарльзом Муром, он изначально располагался в подвале Пардью в Ореме с командой из шести человек. Пардью выкупил долю Мура в 1994 году и привлёк Хэла Раштона в качестве партнёра вместо Мура. Cygnus был переименован в Saffire в октябре 1995 года и вскоре после этого компания переехала из Плезант-Гров в Американ-Форк для дальнейшего расширения. Saffire прекратила своё существование в 2007 году.

## История
Saffire была основана Лесли У. («Лэс») Пардью при содействии Чарльза Мура в 1993 году. Первоначально команда состояла из шести человек, работающих в подвале Пардью в Ореме, и расширилась до четырнадцати к ноябрю 1993 года, когда компания была зарегистрирована. Компания получила название Cygnus Multimedia Productions, взяв имя от мифологического царя Кикна из Лигурии («потому что это звучало круто»), и начинала с создания иллюстраций для видеоигр других разработчиков.
В 1994 году Пардью выкупил долю Мура в компании и привлёк в качестве партнёра Хэла Раштона, бывшего «вице-президента по разработке продуктов» в Sculptured Software. Раштон стал генеральным менеджером компании, а Пардью — президентом. К февралю 1995 года Cygnus наняла 50 человек в офисе в Плезант-Гров; офис был небольшим, поэтому сотрудники работали посменно и он часто наводнялся во время дождя. Cygnus сменила название на Saffire в октябре 1995 года и переехала в новую студию в бизнес-парке Utah Valley Business Park в Американ-Форк позже в том же году. Этот шаг позволил Saffire полностью заняться производством видеоигр, что Пардью стремился закрепить дальнейшими расширениями. Для привлечения капитала Пардью занял 200000 долларов США у Utah Technology Finance Corp. (UTFC) в сентябре 1996 года и ещё 125000 долларов в марте 1997 года.
К декабрю 1997 года Раштон стал президентом компании, а Пардью взял на себя роль главного исполнительного директора. Saffire переехала в расширенный офис в Плезант-Гров в январе 1999 года. К тому времени председателем компании стал Марк Кенделл. Saffire продолжала расширяться: в декабре 1999 года было 80 сотрудников, а в июле 2001 года — 120 человек, которые базировались в Американ-Форк.
В марте 2007 года Saffire (в то время базировавшаяся в Саут-Джордане) занималась разработкой Cryptid Hunter, выпуск которой был запланирован на 2008 год. Однако позже в том же году Saffire прекратила своё существование.

## Разработанные игры
| Название                                     | Издатель                                       | Платформы                             | Дата выпуска               | Прим.                                          |
| -------------------------------------------- | ---------------------------------------------- | ------------------------------------- | -------------------------- | ---------------------------------------------- |
| The Suit                                     | SoftKey Multimedia                             | Microsoft Windows, MS-DOS             | 1996 г.                    |                                                |
| They Call Me... The Skul                     | SoftKey Multimedia, The Learning Company       | Microsoft Windows, MS-DOS             | 1996 г.                    |                                                |
| NFL Legends Football '98                     | Accolade                                       | Microsoft Windows                     | 31 августа 1997 г.         |                                                |
| James Bond 007                               | Nintendo                                       | Game Boy                              | 29 января 1998 г.          |                                                |
| Rampage World Tour                           | Midway Games                                   | Nintendo 64                           | 30 марта 1998 г.           |                                                |
| Bio Freaks                                   | Midway Games                                   | Nintendo 64, PlayStation              | 31 мая 1998 г.             |                                                |
| Oddworld Adventures                          | GT Interactive Software                        | Game Boy                              | Декабрь 1998 г.            |                                                |
| Animaniacs: Ten Pin Alley                    | ASC Games                                      | PlayStation                           | 1 декабря 1998 г.          |                                                |
| StarCraft: Brood War                         | Blizzard Entertainment                         | Microsoft Windows, Mac OS             | 18 декабря 1998 г.         | Совместная разработка c Blizzard Entertainment |
| Top Gear Rally 2                             | Kemco                                          | Nintendo 64                           | 31 октября 1999 г.         |                                                |
| Tom Clancy’s Rainbow Six                     | Red Storm Entertainment                        | Nintendo 64                           | 17 ноября 1999 г.          |                                                |
| Billy Bob's Huntin'-n-Fishin'                | Midway Games                                   | Game Boy Color                        | 17 ноября 1999 г.          |                                                |
| Xena: Warrior Princess: The Talisman of Fate | Titus Software                                 | Nintendo 64                           | 14 декабря 1999 г.         |                                                |
| Oddworld Adventures 2                        | GT Interactive Software                        | Game Boy Color                        | Январь 2000 г.             |                                                |
| The Mask of Zorro                            | Sunsoft                                        | Game Boy Color                        | Февраль 2000 г.            |                                                |
| CyberTiger                                   | Electronic Arts                                | Nintendo 64                           | 29 февраля 2000 г.         |                                                |
| ESPN MLS GameNight                           | Konami                                         | PlayStation                           | 19 сентября 2000 г.        |                                                |
| Army Men: Sarge’s Heroes                     | Midway Games                                   | Dreamcast                             | 30 октября 2000 г.         |                                                |
| Microsoft Pinball Arcade                     | Classified Games (США), Cryo Interactive (PAL) | Game Boy Color                        | 2001 г.                    |                                                |
| Microsoft: The Best of Entertainment Pack    | Classified Games (США), Cryo Interactive (PAL) | Game Boy Color                        | 2001 г.                    |                                                |
| Tom Clancy’s Rainbow Six: Rogue Spear        | Red Storm Entertainment                        | PlayStation                           | 27 марта 2001 г.           |                                                |
| Lego Bionicle: Quest for the Toa             | Lego Software                                  | Game Boy Advance                      | 3 октября 2001 г.          |                                                |
| Lego Bionicle: The Legend of Mata Nui        | Lego Software                                  | Microsoft Windows                     | Отменена в октябре 2001 г. |                                                |
| E.T.: Escape from Planet Earth               | NewKidCo                                       | Game Boy Color                        | 4 ноября 2001 г.           |                                                |
| Barbarian                                    | Titus Software                                 | PlayStation 2                         | 27 июня 2002 г.            |                                                |
| Hot Wheels Velocity X                        | THQ                                            | Game Boy Advance                      | 31 октября 2002 г.         |                                                |
| Justice League: Injustice for All            | Midway Games                                   | Game Boy Advance                      | 17 ноября 2002 г.          |                                                |
| The Hobbit                                   | Sierra Entertainment                           | Game Boy Advance                      | 11 ноября 2003 г.          |                                                |
| Peter Pan: The Motion Picture Event          | Atari                                          | Game Boy Advance                      | 10 декабря 2003 г.         |                                                |
| Van Helsing                                  | Vivendi Games                                  | PlayStation 2, Xbox, Game Boy Advance | 6 мая 2004 г.              |                                                |
| Around the World in 80 Days                  | Hip Games                                      | Game Boy Advance                      | 5 июля 2004 г.             |                                                |
| Thunderbirds                                 | Vivendi Games                                  | Game Boy Advance                      | 10 августа 2004 г.         |                                                |